# Armalcolita
La armalcolita es un mineral de la clase de los minerales óxidos. Fue descubierta en 1969 en el Mar de la Tranquilidad, de la Luna, y fue nombrada así en honor de los tres astronautas del Apolo 11 como un acrónimo de: ARMstrong + ALdrin + COLlins. Su clave es IMA1970-006.

## Características químicas
Es un óxido múltiple de titanio, hierro y magnesio. Además de los elementos de su fórmula, suele llevar como impureza aluminio. Forma una serie de solución sólida con la pseudobrookita (((Fe3+)2Ti)O5), en la que la sustitución gradual de los metales por Fe3+ va dando los distintos minerales de la serie.

## Formación y yacimientos
En las muestras lunares en que fue descubierta eran rocas de basaltos ricos en titanio, formados a baja presión y alta temperatura. En nuestro planeta se ha encontrado en rocas sálicas, en rocas ultramáficas, en cráteres de impacto, en inclusiones en condritas carbonáceas, y raramente en rocas pegmatitas de tipo granito.
En un afloramiento de rocas lamproítas  de La Aljorra (Murcia) se ha encontrado un mineral de composición intermedia entre la armalcolita y la pseudobrookita, aunque suele predominar el segundo término.
Suele encontrarse asociado a otros minerales como: ilmenita, óxidos de hierro-titanio, hierro, grafito, flogopita, analcima, diópsido o rutilo.